# 速霸陸EL族引擎
速霸陸EL族引擎為日本富士重工業自2006年起開發製造的一系列水平對臥四缸汽油往復式發動機，乃以EJ族為基礎而開發之引擎。

## 概要
EL15型的基本構造皆承襲EJ15型而來，不僅汽缸中心距（bore pitch）同樣為113mm，連汽缸蓋和汽缸本體也改良自EJ族引擎。此外也流用了EJ25型的曲軸和連桿，甚至包含DOHC構造的EJ族引擎上有關AVCS主動閥門控制系統的零件。再者EL15型和EJ族共用的周邊輔助機構很多，因此光從整個引擎外表來看難以辨察出二者。

## EL15型
排氣量1,498c.c.、缸徑77.7mm、衝程79.0mm的EL15型引擎，壓縮比為10.0：1，採DOHC 16汽門的結構，並附有AVCS主動閥門控制系統。最大馬力達110ps / 6,400rpm，扭力峰值14.7kgf·m / 3,200rpm。車型：
1. 2005年-2007年：第二代速霸陸Impreza（GD型/GG型）
2. 2007年-2011年：第三代速霸陸Impreza（GE型/GH型）
3. 2010年-2011年：第一代速霸陸XV

## 內部連結
- 速霸陸引擎列表
- 水平對臥引擎
- 水平對臥四缸引擎

## 外部連結
- （日語）スバル(富士重工業)製エンジンのまとめページ （页面存档备份，存于）